# 普羅比納河

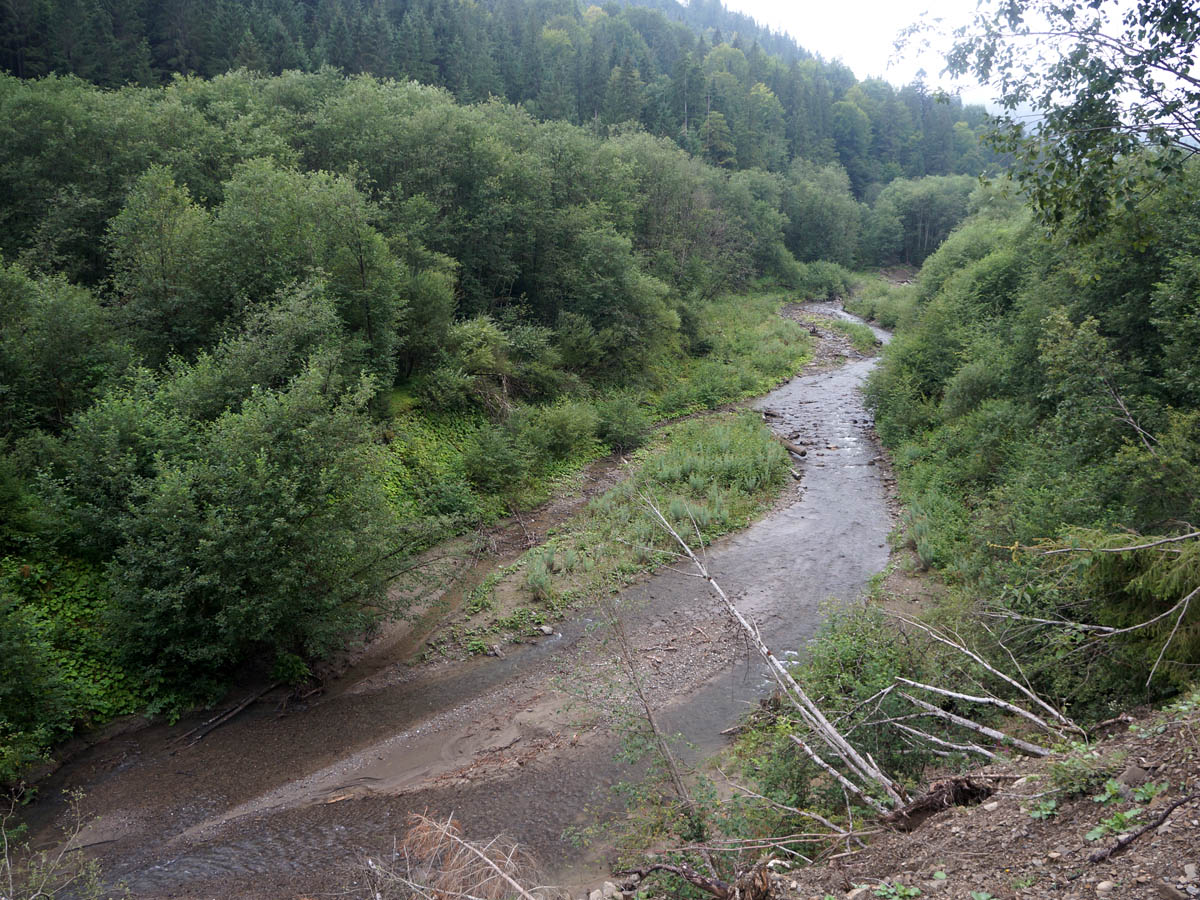

普羅比納河是烏克蘭的河流，位於該國西部伊萬諾-弗蘭科夫斯克州，發源自普羅比尼夫卡西南面，流經韋爾霍維納區，河道全長18公里，流域面積139平方公里。